# Vídeňský řízek

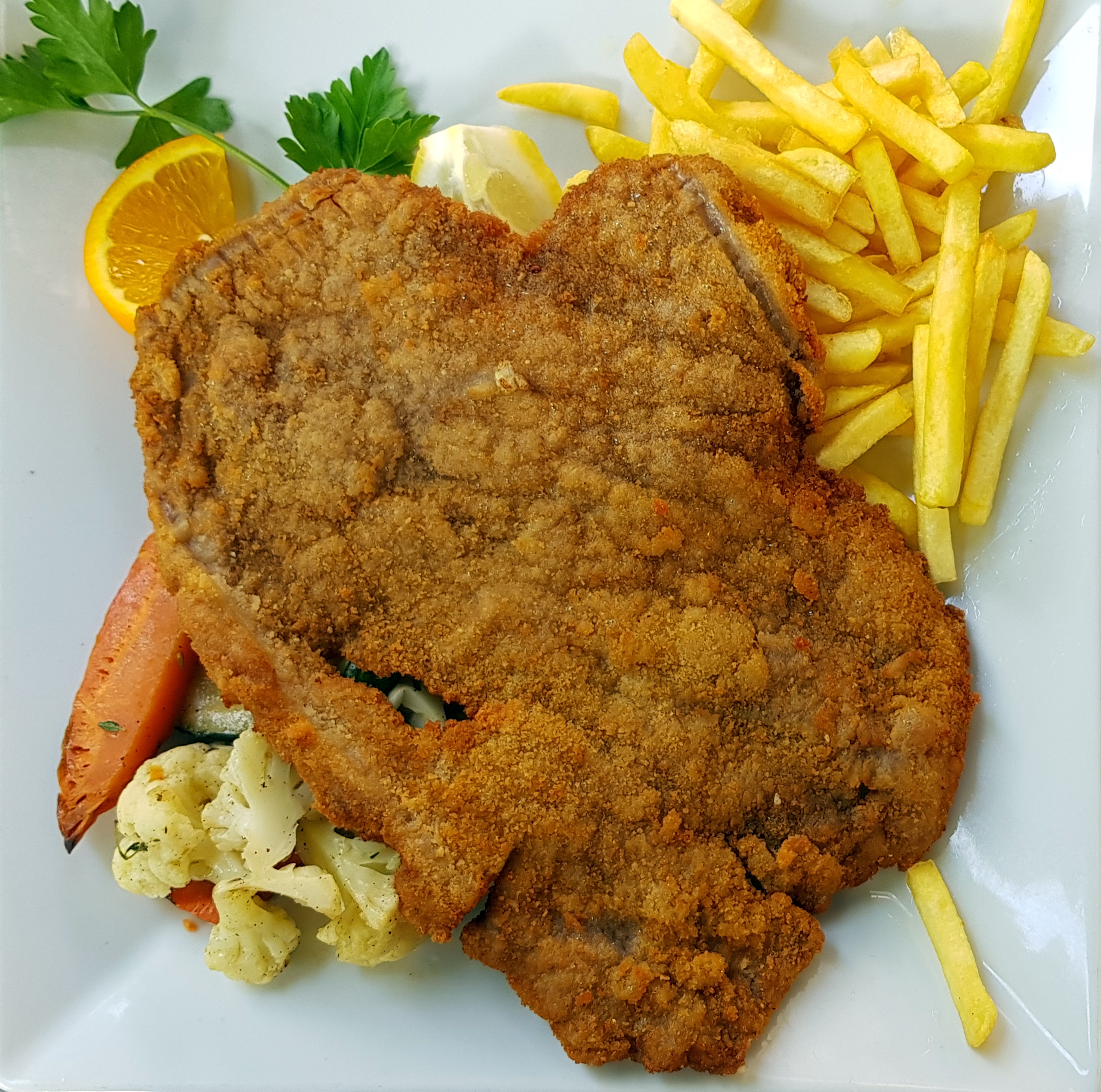
Vídeňský řízek

Vídeňský řízek (orig. Wiener Schnitzel) je tence rozklepaný plátek z telecího masa, obalený v trojobalu (hladká mouka, rozšlehané vajíčko, strouhanka z bílého pečiva) a osmažený na přepuštěném másle nebo na rozpáleném vepřovém sádle. Patří ke specialitám rakouské kuchyně.

## Historie vzniku pokrmu
Podle tradované anekdoty doporučil slavný vojevůdce Josef Václav Radecký z Radče v dopise císaři Františku Josefovi I. pochoutku zvanou „cotoletta alla milanese“, se kterou se seznámil v Benátkách. Jednalo se o kotletu obalovanou směsí strouhanky a parmezánu. Císařský kuchař však údajně neměl ovšem parmezán k dispozici, proto nahradil sýr moukou a vejcem a vynalezl tak vídeňský řízek. 
Tato anekdota však není nijak doložena, navíc ve vídeňské kuchyni existovala už dávno předtím řada podobně připravovaných pokrmů (například "Backhendl" je doložený už pro rok 1719). 